# Cercle de l'Union
Le cercle de l'Union est un club lyonnais privé fondé en 1917 et comprenant près de 500 membres. Il est situé au no 27 de la place Bellecour, dans le 2e arrondissement de Lyon.

## Histoire
Le cercle est d'abord créé en 1750 au no 9, rue du Plat sous le nom de cercle Bellecour, comptant en 1789 une centaine de membres. Il est dissout en 1793.
Le cercle de l'Union naît en 1917 de la fusion de trois cercles :
- le cercle du Divan : créé le 30 décembre 1841 au quai de l’Arsenal, il réunissait l’aristocratie et de la haute bourgeoisie lyonnaise. Il déménage dans un immeuble créé par l’architecte René Ribollet au 27 place Bellecour.
- le Jockey Club : créé en janvier 1865, cette société est vouée à l'amélioration des races de chevaux. Ce club est à l'origine de la création de l'hippodrome du Grand Camp.
- le cercle de Lyon, aussi appelé Syllabus : créé le 18 avril 1868.

Le cercle fait l'objet d'une controverse en 1994 car il refuserait l'adhésion de personnes juives.

## Admission
Pour être admis, le candidat doit être parrainé par deux membres, accepté par le bureau et être un homme,. Les droits d'admission sont composés d'une cotisation annuelle de 690 € et d'un droit d'entrée.

## Quelques membres célèbres
Parmi les 500 membres, sont ou ont été membres :
- Alain Mérieux[5]
- Thierry de La Tour d'Artaise[5]
- Norbert Dentressangle[2]
- Jean Brochier
- Bruno Lacroix
- Xavier Chalendon
- Olivier Ginon
- Baudoin Saint-Olive
- Jacques Rinck
- Jean Rinck